# Дерево Піфагора

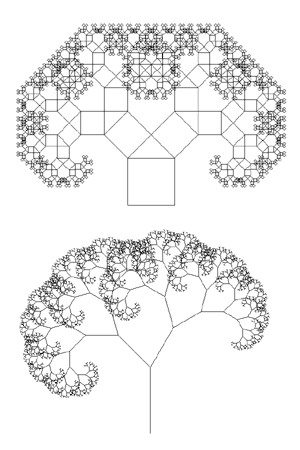
Згори — класичне дерево Піфагора, знизу — оголене обдуване дерево

Дерево Піфагора — плоский фрактал, заснований на фігурі, що відома як «Піфагорові штани».

## Історія
Піфагор, під час доведення теореми, побудував фігуру, де на сторонах прямокутного трикутника розташовані квадрати. В наш час ця фігура виросла в ціле дерево. Вперше дерево Піфагора побудував Альберт Босман (1891—1961) під час Другої світової війни, з використанням звичайної креслярської лінійки.
|  |

## Особливості
Однією з властивостей дерева Піфагора є те, що, якщо площа першого квадрата дорівнює одиниці, тоді на кожному рівні сума площ квадратів також буде дорівнювати одиниці.
Якщо в класичному дереві Піфагора кут дорівнює 45 градусам, то також можна побудувати й узагальнене дерево при використанні інших кутів. Таке дерево називають «обдуваним». Якщо зображати тільки відрізки, що поєднують яким-небудь чином обрані «центри» трикутників, тоді отримаємо «оголене дерево Піфагора».

## Приклади

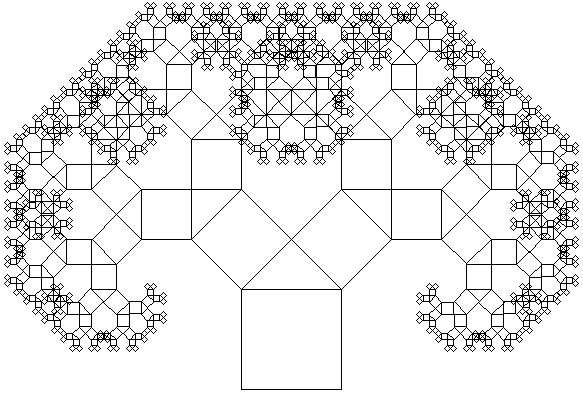
Класичне дерево Піфагора
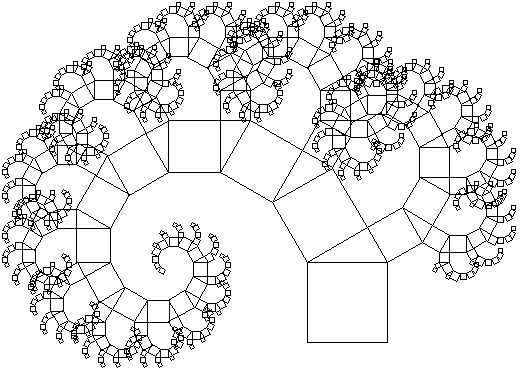
Обдуване вітром дерево Піфагора
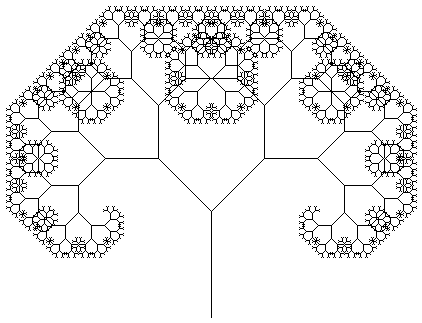
Оголене дерево Піфагора
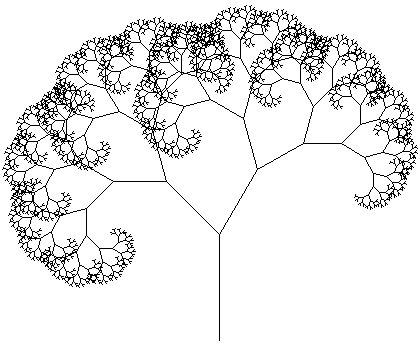
Оголене обдуване вітром дерево Піфагора

Варіація на тему «Дерево Піфагора»